# Murciélago (Manga)
Murciélago (jap. MURCIÉLAGO -ムルシエラゴ-) ist eine Manga-Serie von Kana Yoshimura. Die Seinen-Serie erscheint in Japan seit August 2013 und wurde unter anderem ins Deutsche übersetzt. Sie ist in die Genres Drama, Action, Comedy, Harem und Yuri einzuordnen.
Murciélago bezieht sich auf den Familiennamen der Protagonistin, da beides im spanischen und japanischen ‚Fledermaus‘ bedeutet, wenn auch ihr Name mit anderen Kanji geschrieben wird. Zudem fährt sie einen Lamborghini Murciélago.

## Inhalt
Die Serienmörderin Kuroko Kōmori (紅守 黒湖) hat seit ihrer Kindheit 715 Menschen ermordet und soll nun hingerichtet werden. Doch die in ihrer Heimatstadt Ruruie grassierende Kriminalität rettet ihr das Leben: Sie soll nun im Auftrag der Regierung als „staatliche Scharfrichterin“ selbst gegen Verbrecher kämpfen und die töten, denen die Polizei nicht das Handwerk legen kann. Neben ihrer Erfahrung in allen Mordvarianten, hilft ihr auch ihr dabei erworbener siebter Sinn den heranschleichenden Tod an sich zu spüren. Ihre große Schwäche sind jedoch attraktive Frauen, worüber sie oft ihre Arbeit vergisst. Eine von ihren vielen Geliebten ist Chiyo Yanaoka (柳岡 千代), die Tochter eines einflussreichen Yakuza-Chefs, und die einzige die Kuroko zügeln kann.
Kuroko zu Seite steht die junge Hinako Tozakura (屠桜 ひな子), die Kuroko bei sich aufgenommen hat und die beide mit ihrem riskanten Fahrstil schnell an jeden Ort bringen kann. Hinako hat ein schlichtes und naives Gemüt, allerdings zeigt auch sie gewalttätige Tendenzen, wenn sie verletzt wird. Später sorgt Kuroko dafür, dass die Grundschülerin Rinko Asagi (浅葱 凛子) bei ihr unterkommt, deren Vater Frauen umbrachte um deren Gesicht zu häuten und sammeln. Rinko hat dessen psychopathisches Verhalten übernommen und Kuroko will sie zu einer Serienmörderin in ihrem Sinn formen.
Gemeinsam begeben sie sich auf die Jagd nach bizarren Serien- und Massenmördern und geraten dabei auch immer wieder in gefährliche Situationen und selbst in Konflikt mit der Polizei – die aber letztlich nichts gegen ihr Treiben unternehmen kann.

## Veröffentlichung
Die Serie erscheint seit August 2013 im Magazin Young Gangan des Verlags Square Enix. Dieser brachte die Kapitel auch in bisher 25 Sammelbänden heraus (Stand: Oktober 2024). Der neunte Band verkaufte sich in der ersten Woche nach Erscheinen über 24.000-mal.
Eine deutsche Übersetzung erscheint seit Februar 2017 bei Carlsen Manga mit bisher 21 Bänden (Stand März 2025). Eine englische Fassung erscheint bei Yen Press und eine italienische bei Planet Manga.
2015 erschien bei Ensoku Manga eine Adaption als Motion Comic, d. h. partiell als Flashvideo animiert, wobei Kuroko von Romi Park gesprochen wurde, Hinako von Mayu Minami und Chiyo von Erika Saeki.
Am 5. September 2016 begann eine Zusammenarbeit mit Square Enix’ Handyspiel Grimm’s Notes, in dem die vier Protagonistinnen aus Murciélago hinzugefügt wurden.